# Бри (Арьеж)
Бри (фр. Brie, окс. Bria) — коммуна во Франции, находится в регионе Окситания. Департамент коммуны — Арьеж. Входит в состав кантона Савердён. Округ коммуны — Памье.
Код INSEE коммуны — 09067.

## Население
Население коммуны на 2008 год составляло 175 человек.
| 1962 | 1968 | 1975 | 1982 | 1990 | 1999 | 2008 |
| ---- | ---- | ---- | ---- | ---- | ---- | ---- |
| 127  | 133  | 92   | 80   | 92   | 150  | 175  |

## Экономика
В 2007 году среди 107 человек в трудоспособном возрасте (15—64 лет) 84 были экономически активными, 23 — неактивными (показатель активности — 78,5 %, в 1999 году было 69,4 %). Из 84 активных работали 70 человек (39 мужчин и 31 женщина), безработных было 14 (5 мужчин и 9 женщин). Среди 23 неактивных 7 человек были учащимися или студентами, 8 — пенсионерами, 8 были неактивными по другим причинам.